# Ichinomiya, Chiba
Ichinomiya (一宮町 Ichinomiya-machi) là thị trấn thuộc huyện Chōsei, tỉnh Chiba, Nhật Bản. Tính đến ngày 1 tháng 10 năm 2020, dân số ước tính thị trấn là 11.897 người và mật độ dân số là 520 người/km2. Tổng diện tích thị trấn là 22,99 km2.